# Ковыльный (Саратовская область)
Ковыльный — посёлок Перелюбского района Саратовской области. Входит в состав Тепловского муниципального образования.

## История
В 1963 году указом Президиума Верховного Совета РСФСР хутор Винный переименован в посёлок Ковыльный.

## Население
| 2010 |
| ---- |
| 9    |